# おっぱいアイス
おっぱいアイスは、ヒトの乳房に見立てられるような形状のゴム容器に充填したアイスクリームの製品名、あるいは通称である。製品名を「おっぱいアイス」とするものは1989年(平成元年)、久保田食品が無色透明の食品包装用のゴム風船に入った卵型のアイスとして発売し、初期にはグレープ味もあった。久保田食品にも当時の詳細な資料は無く、ネーミングや企画販売の経緯は明確ではないという。
柔軟性のあるゴム容器が球形か俵型に膨らみ、先端部に余ったゴムが乳首のように突き出した形となっている。これに加えて、先端部のゴムを小さく切り、押し出されてくるアイスを吸い込むように食す様子が授乳を連想させるため、類似の別名製品でも地域を問わず「おっぱいアイス」と呼ばれることがある。
同等品に井村屋製菓の「たまごアイス」、各地方メーカーの「ボンボン」「風船アイス」など様々な品名が見られる。おおよその外観や食べ方は同様だが、販売者によって中身の配合がラクトアイスかアイスミルクかの違いがある。
後端の注入口を切り開いたりほどいたりしてアイス全体をゴム容器から取り出す、または玉羊羹のようにゴムを破いて瞬間的にアイスを取り出すといった食べ方もできるが、井村屋製菓の同等製品「たまごアイス」でも、パッケージ裏に記載されている食べ方は「先端を切って吸い出す」ものとなっている。